# Plebejus tarbagataiensis
Plebejus tarbagataiensis är en fjärilsart som beskrevs av Zsolt Bálint. Plebejus tarbagataiensis ingår i släktet Plebejus och familjen juvelvingar. Inga underarter finns listade i Catalogue of Life.